# Leichtathletik-Weltmeisterschaften 2019/Teilnehmer (Irland)
| Gelbes Symbol für Goldmedaillen mit stilisierten Olympischen Ringen | Graues Symbol für Silbermedaillen mit stilisierten Olympischen Ringen | Braundes Symbol für Bronzemedaillen mit stilisierten Olympischen Ringen |
| ------------------------------------------------------------------- | --------------------------------------------------------------------- | ----------------------------------------------------------------------- |
| —                                                                   | —                                                                     | —                                                                       |

Der Leichtathletikverband von Irland nahm an den Leichtathletik-Weltmeisterschaften 2019 in Doha teil. Acht Athleten wurden vom irischen Verband nominiert.

## Ergebnisse

### Frauen

#### Laufdisziplinen
| Athletin      | Disziplin        | Vorlauf     | Vorlauf | Halbfinale  | Halbfinale | Finale         | Finale |
| Athletin      | Disziplin        | Zeit        | Platz   | Zeit        | Platz      | Zeit           | Platz  |
| ------------- | ---------------- | ----------- | ------- | ----------- | ---------- | -------------- | ------ |
| Phil Healy    | 200 m            | 23,56 s     | 37      | DNQ         | DNQ        | –              | –      |
| Ciara Mageean | 1500 m           | 4:04,18 min | 05      | 4:15,49 min | 16         | 4:00,15 min PB | 10     |
| Michelle Finn | 3000 m Hindernis | 9:47,44 min | 30      |             |            | DNQ            | DNQ    |

### Männer

#### Laufdisziplinen
| Athlet           | Disziplin    | Vorlauf     | Vorlauf | Halbfinale | Halbfinale | Finale    | Finale |
| Athlet           | Disziplin    | Zeit        | Platz   | Zeit       | Platz      | Zeit      | Platz  |
| ---------------- | ------------ | ----------- | ------- | ---------- | ---------- | --------- | ------ |
| Mark English     | 800 m        | 1:47,25 min | 32      | DNQ        | DNQ        | –         | –      |
| Stephen Scullion | Marathon     |             |         |            |            | 2:21:31 h | 43     |
| Thomas Barr      | 400 m Hürden | 49,41 s     | 05      | 49,02 s SB | 11         | DNQ       | DNQ    |
| Alex Wright      | 20 km Gehen  |             |         |            |            | 1:37:33 h | 31     |
| Brendan Boyce    | 50 km Gehen  |             |         |            |            | 4:07:46 h | 06     |